# Brooksley E. Born
Pour les articles homonymes, voir Born.
Brooksley E. Born (née en 1940 à San Francisco) est une femme de loi américaine féministe qui fut du 26 août 1996 au 1er juin 1999 à la tête de la Commodity Futures Trading Commission (CFTC).

## Formation
Brooksley Born a été élève à la Abraham Lincoln High School à San Francisco. Puis elle a été étudiante à l'université Stanford. Après avoir pensé à des études de médecine, elle intègre l'école de droit de Stanford. Là elle fut présidente de la Stanford Law Review (elle est parfois créditée d'avoir été la première femme aux États-Unis à la tête d'une revue de droit majeure).
Après ses études elle occupa tant des postes publics que privés. Là, elle s'intéressa au droit commercial international et représenta des intérêts suisses y compris ceux de l'État suisse. Elle a été à la tête de la finance dérivée au cabinet d'avocat Arnold & Porter. Elle fut également à Boston où elle avait accompagné son premier mari l'assistante du professeur de droit Alan Dershowitz.
Born et une autre juriste, Marna Tucker, ont enseigné le premier cours de « Women and the Law » à l'université catholique de Colombus. Le cours portait exclusivement sur le traitement des femmes par les lois américaines présentes et passées.
En 2009, Born a reçu le John F. Kennedy Profile in Courage Award en reconnaissance du courage politique dont elle a fait preuve en tentant de réguler les produits financiers qui ont joué un rôle majeur dans la crise financière mondiale débutant en 2007 puis dans la crise économique mondiale des années 2008 et suivantes. Selon le président de la John F. Kennedy Presidential Library, « Brooksley Born a vu que la sécurité financière de tous les Américains était menacée par la cupidité, la négligence et l'opposition de puissants intérêts, bien implantés… Les événements financiers récents ont montré qu'elles (Born et Sheila Bair) voyaient juste. »
Elle est mariée avec Alexander E. Bennett (également un ancien du cabinet d'avocats Arnold Porter). Elle a cinq enfants dont deux de son premier mariage  avec Jacob Landau,.

## Born et le marché des dérivés
Born a été appointée comme membre de la CFTC par le président Bill Clinton le 15 avril 1994. Durant cette période et après qu'elle a été nommée présidente deux ans plus tard, Born  a cherché à réguler les dérivés, spécialement les SWAP qui ne sont pas échangés sur un marché central mais sur un Dark market où il n'y a pas de transparence excepté pour les deux contre-parties.
Dans la procédure de  The request for comments, appelée le « Concept Release », elle note que la croissance du marché des dérivés a amené la CFTC à réexaminer son schéma de régulation. Mais Alan Greenspan le président de la Réserve fédérale Robert Rubin secrétaire d'État au Trésor, et Lawrence Summers. Le 7 mai 1998, Arthur Levitt de la Security Exchange Commission se joignit à d'autres membres du groupe de travail du président – Le secrétaire au Trésor Robert Rubin et le président de la Réserve fédérale Alan Greenspan – pour s'opposer au « concept release » de la CFTC par lequel Born tentait d'apporter de la lumière sur le « Dark Market » en évoquant les graves conséquences de l'action de la CFTC. Ils avançaient la crainte des remous potentiels créés par le rapport et s'inquiétaient de ce que les coûts de la nouvelle régulation auraient freiné l'innovation financière et conduit à des transactions offshore.
Avec la crise bancaire et financière de l'automne 2008, les journaux commencèrent à enquêter sur ce qui aurait pu être les causes de la crise, et notamment sur les relations tendues de  Greenspan, Rubin et Levitt avec Brooksley Born, avec Greenspan menant l'opposition, et comment les recommandations de Born ont été ignorées. Le désaccord n'était pas simplement une guerre d'influence washingtonienne classique, c'était aussi une lutte idéologique car Greenspan et les hauts officiels de l'administration Clinton qui croyaient que, dans une large mesure, les marchés de capitaux se régulaient eux-mêmes.
Born  n'a pas voulu s'exprimer publiquement sur la question avant mars 2009, où elle déclara : « Le marché a cru tellement avec si peu de surveillance et de régulation, qu'il a rendu la crise financière plus profonde et plus large qu'elle ne l'aurait été autrement. » Elle a également déploré l'influence des lobbyistes de Wall Street sur le processus et le refus des autorités de réglementation pour discuter des réformes, même modestes.
En octobre 2009, un documentaire télévisé de Frontline, intitulé the Warning (le signal) décrit les vains efforts de Born pour réguler et rendre transparent le marché des dérivés et souligne les continuelles résistances aux réformes auxquelles elle a été soumise. Le programme se termine avec un autre cri d'alarme de Born « Je pense que ces marchés restent dangereux et que nous aurons de nouvelles crises financières - peut-être différentes dans le détail mais avec des  désastres significatifs liés à un manque de régulation, encore et encore, jusqu'à ce que nous apprenions de l'expérience ».